# Olympische Jeugdwinterspelen 2024
De Olympische Jeugdwinterspelen 2024 waren de vierde editie van deze Winterspelen die elke vier jaar worden georganiseerd onder auspiciën van het Internationaal Olympisch Comité en bedoeld zijn voor sporters van 15 tot 18 jaar. Deze editie is gehouden in het Zuid-Koreaanse provincie Gangwon-do.
De sporten op het evenement waren hetzelfde als die op de Olympische Spelen, maar met een gelimiteerd aantal sporten, evenementen en deelnemers.

## Organisator
| Gangwon-do            | Zuid-Korea            | 79 |
| Geen enkele kandidaat | Geen enkele kandidaat | 2  |
| Afwezig               | Afwezig               | 1  |
| Totaal                | Totaal                | 82 |

## Medaillewinnaars
Deze lijst geeft een totaal overzicht van de medaillewinnaars op de 81 onderdelen op deze editie. Hierbij is de indeling alfabetisch gerangschikt op basis van de zeven olympische sporten en binnen de sporten op discipline.

### Biatlon
| Sprint, 7,5 km (m)                        | Antonin Guy                                                                 | Tov Røysland                                                  | Flavio Guy                                                               |  |  |  |
| Individueel, 12,5 km (m)                  | Antonin Guy                                                                 | Storm Veitsle                                                 | Markus Sklenárik                                                         |  |  |  |
|                                           |                                                                             |                                                               |                                                                          |  |  |  |
| Sprint, 6 km (v)                          | Carlotta Gautero                                                            | Ela Sever                                                     | Polina Putsko                                                            |  |  |  |
| Individueel, 10 km (v)                    | Ilona Plecháčová                                                            | Marie Keudel                                                  | Nayeli Mariotti Cavagnet                                                 |  |  |  |
|                                           |                                                                             |                                                               |                                                                          |  |  |  |
| Gemengdteam, individueel (7,5+6 km) (m/v) | Frankrijk Alice Dusserre Antonin Guy                                        | Duitsland Marie Keudel Korbinian Kübler                       | Noorwegen Eiril Nordbø Storm Veitsle                                     |  |  |  |
| Gemengdteam, estafette (6+4 km) (m/v)     | Italië Nayeli Mariotti Cavagnet Carlotta Gautero Hannes Bacher Michel Deval | Frankrijk Alice Dusserre Louise Roguet Flavio Guy Antonin Guy | Tsjechië Heda Mikolášová Ilona Plecháčová Jakub Neuhäuser Lukáš Kulhánek |  |  |  |

### Curling
| Gemengd dubbel (m/v) | Verenigd Koninkrijk Ethan Brewster Callie Soutar                      | Denemarken Jacob Schmidt Katrine Schmidt                                | Verenigde Staten Benji Paral Ella Wendling                            |  |  |  |
|                      |                                                                       |                                                                         |                                                                       |  |  |  |
| Gemengdteam (m/v)    | Verenigd Koninkrijk Logan Carson Tia Laurie Archie Hyslop Holly Burke | Denemarken Jacob Schmidt Katrine Schmidt Nikki Jensen Emilie Holtermann | Zwitserland Nathan Dryburgh Alissa Rudolf Livio Ernst Jana Soltermann |  |  |  |

### IJshockey
| 3x3 (m) | Letland          | Denemarken | Kazachstan |  |  |  |
| 6x6 (m) | Verenigde Staten | Tsjechië   | Finland    |  |  |  |
|         |                  |            |            |  |  |  |
| 3x3 (v) | Hongarije        | Zuid-Korea | China      |  |  |  |
| 6x6 (v) | Zweden           | Japan      | Duitsland  |  |  |  |

### Rodelen
| Enkel (m)                                      | Leon Haselrieder                                                                  | Paul Socher                                                                                     | Philipp Brunner                                                      |  |  |  |
| Dubbel (m)                                     | Italië Philipp Brunner Manuel Weissensteiner                                      | Letland Jānis Gruzdulis-Borovojs Ēdens Eduards Čepulis                                          | Duitsland Louis Grünbeck Maximilian Kührt                            |  |  |  |
|                                                |                                                                                   |                                                                                                 |                                                                      |  |  |  |
| Enkel (v)                                      | Antonia Pietschmann                                                               | Alexandra Oberstolz                                                                             | Marie Riedl                                                          |  |  |  |
| Dubbel (v)                                     | Italië Alexandra Oberstolz Katharina Sofie Kofler                                 | Oostenrijk Marie Riedl Nina Lerch                                                               | Oostenrijk Lina Riedl Anna Lerch                                     |  |  |  |
|                                                |                                                                                   |                                                                                                 |                                                                      |  |  |  |
| Team estafette: enkel (v) enkel (m) dubbel (m) | Italië Alexandra Oberstolz Leon Haselrieder Philipp Brunner Manuel Weissensteiner | Letland Margita Sirsniņa Edvards Marts Markitāns Jānis Gruzdulis-Borovojs Ēdens Eduards Čepulis | Oostenrijk Marie Riedl Paul Socher Johannes Scharnagl Moritz Schiegl |  |  |  |

### Schaatssporten

#### Kunstrijden
| Jongens   | Kim Hyun-gyeom                                           | Adam Hagara                                                                                 | Yanhao Li                                                                        |  |  |  |
| Meisjes   | Mao Shimada                                              | Shin Ji-a                                                                                   | Yo Takagi                                                                        |  |  |  |
| Paren     | Annika Behnke / Kole Sauve                               | Cayla Smith / Jared McPike                                                                  | Carolina Campillo / Pau Vilella                                                  |  |  |  |
| IJsdansen | Ambre Perrier-Gianesini / Samuel Blanc-Klaperman         | Olivia Ilin / Dylan Cain                                                                    | Ashlie Slatter / Atl Ongay-Perez                                                 |  |  |  |
|           |                                                          |                                                                                             |                                                                                  |  |  |  |
| Team      | Zuid-Korea Kim Hyun-gyeom Shin Ji-a Kim Jin-ny Lee Na-mu | Verenigde Staten Jacob Sanchez Sherry Zhang Cayla Smith Jared McPike Olivia Ilin Dylan Cain | Canada David Li Kaiya Ruiter Annika Behnke Kole Sauve Audra Gans Michael Boutsan |  |  |  |

#### Langebaanschaatsen
| 500 m (m)                | Finn Sonnekalb              | Miika Johan Klevstuen            | Shin Seo-nung                      |  |  |  |
| 1500 m (m)               | Finn Sonnekalb              | Pan Baoshuo                      | Sota Kubo                          |  |  |  |
| Massastart (m)           | Finn Sonnekalb              | Pan Baoshuo                      | Eirik Andersen                     |  |  |  |
|                          |                             |                                  |                                    |  |  |  |
| 500 m (v)                | Angel Daleman               | Jung Hui-dan                     | Waka Sasabuchi                     |  |  |  |
| 1500 m (v)               | Angel Daleman               | Liu Yunqi                        | Hanna Mazur                        |  |  |  |
| Massastart (v)           | Angel Daleman               | Jasmijn Veenhuis                 | Liu Yunqi                          |  |  |  |
|                          |                             |                                  |                                    |  |  |  |
| Gemengde estafette (m/v) | China Liu Yunqi Pan Baoshuo | Zuid-Korea Lim Lee-won Heo Se-ok | Nederland Angel Daleman Sem Spruit |  |  |  |

#### Shorttrack
| 500 m (m)                | Sean Shuai                                          | Zhang Xinzhe                                                             | Dominik Gergely Major                                      |  |  |  |
| 1000 m (m)               | Zhang Xinzhe                                        | Muhammed Bozdağ                                                          | Raito Kida                                                 |  |  |  |
| 1500 m (m)               | Joo Jae-hee                                         | Zhang Xinzhe                                                             | Kim You-sung                                               |  |  |  |
|                          |                                                     |                                                                          |                                                            |  |  |  |
| 500 m (v)                | Anna Falkowska                                      | Kang Min-ji                                                              | Chung Jae-hee                                              |  |  |  |
| 1000 m (v)               | Li Jinzi                                            | Yang Jingru                                                              | Polina Omelchuk                                            |  |  |  |
| 1500 m (v)               | Yang Jingru                                         | Li Jinzi                                                                 | Nonomi Inoue                                               |  |  |  |
|                          |                                                     |                                                                          |                                                            |  |  |  |
| Gemengde estafette (m/v) | China Li Jinzi Yang Jingru Zhang Bohao Zhang Xinzhe | Verenigde Staten Kyung Jang Eliza Rhodehamel Julius Kazanecki Sean Shuai | Japan Nonomi Inoue Aoi Yoshizawa Yuta Fuchigami Raito Kida |  |  |  |

### Skisporten

#### Alpineskiën
| Combinatie (m)    | Zak Carrick-Smith                           | Alexander Ax Swartz                 | Liam Liljenborg                      |  |  |  |
| Reuzenslalom (m)  | Nash Huot-Marchand                          | Zak Carrick-Smith                   | Florian Neumayer                     |  |  |  |
| Slalom (m)        | Zak Carrick-Smith                           | Elliot Westlund                     | Nash Huot-Marchand                   |  |  |  |
| Super-G (m)       | Benno Brandis                               | Asaja Sturm                         | Andrej Barnáš                        |  |  |  |
|                   |                                             |                                     |                                      |  |  |  |
| Combinatie (v)    | Maja Waroschitz                             | Giorgia Collomb                     | Romy Ertl                            |  |  |  |
| Reuzenslalom (v)  | Giorgia Collomb                             | Shaienne Zehnder                    | Astrid Hedin                         |  |  |  |
| Slalom (v)        | Maja Waroschitz                             | Charlotte Grandinger                | Giorgia Collomb                      |  |  |  |
| Super-G (v)       | Camilla Vanni                               | Eva Schachner                       | Shaienne Zehnder                     |  |  |  |
|                   |                                             |                                     |                                      |  |  |  |
| Gemengdteam (m/v) | Oostenrijk Maja Waroschitz Florian Neumayer | Zweden Astrid Hedin Elliot Westlund | Finland Amélie Björkstén Altti Pyrrö |  |  |  |

#### Freestyleskiën
| Big air (m)                 | Charlie Beatty                                | Olly Nicholls                                 | Luke Harrold                                |  |  |  |
| Halfpipe (m)                | Luke Harrold                                  | Finley Melville Ives                          | Alan Bornet                                 |  |  |  |
| Moguls (m)                  | Lee Yoon-seung                                | Porter Huff                                   | Takuto Nakamura                             |  |  |  |
| Skicross (m)                | Niklas Höller                                 | Janik Sommerer                                | Måns Abersten                               |  |  |  |
| Slopestyle (m)              | Henry Townshend                               | Olly Nicholls                                 | Jaakko Koskinen                             |  |  |  |
|                             |                                               |                                               |                                             |  |  |  |
| Big air (v)                 | Flora Tabanelli                               | Daisy Thomas                                  | Muriel Mohr                                 |  |  |  |
| Halfpipe (v)                | Liu Yishan                                    | Chen Zihan                                    | Kathryn Gray                                |  |  |  |
| Moguls (v)                  | Elizabeth Lemley                              | Lottie Lodge                                  | Abby McLarnon                               |  |  |  |
| Skicross (v)                | Uma Kruse Een                                 | Morgan Shute                                  | Leena Thommen                               |  |  |  |
| Slopestyle (v)              | Flora Tabanelli                               | Han Linshan                                   | Muriel Mohr                                 |  |  |  |
|                             |                                               |                                               |                                             |  |  |  |
| Gemengdteam, moguls (m/v)   | Verenigde Staten Elizabeth Lemley Porter Huff | Zuid-Korea Yun Shin-ee Lee Yoon-seung         | Verenigde Staten Abby McLarnon Jiah Cohen   |  |  |  |
| Gemengdteam, skicross (m/v) | Zweden William Young Shing Alexandra Nilsson  | Verenigde Staten Walker Robinson Morgan Shute | Zwitserland Lorenzo Rosset Valentine Lagger |  |  |  |

#### Langlaufen
| Sprint (vrije stijl) (m)         | Federico Pozzi                                                   | Jakob Moch                                                                 | Tabor Greenberg                                                            |  |  |  |
| 7,5 km (klassiek) (m)            | Jakob Moch                                                       | Jonas Müller                                                               | Quentin Lespine                                                            |  |  |  |
|                                  |                                                                  |                                                                            |                                                                            |  |  |  |
| Sprint (vrije stijl) (v)         | Elsa Tänglander                                                  | Kajsa Johansson                                                            | Nelli-Lotta Karppelin                                                      |  |  |  |
| 7,5 km (klassiek) (v)            | Nelli-Lotta Karppelin                                            | Agathe Margreither                                                         | Annette Coupat                                                             |  |  |  |
|                                  |                                                                  |                                                                            |                                                                            |  |  |  |
| Gemengde estafette 4x 5 km (m/v) | Duitsland Sarah Hoffmann Jonas Müller Lena Einsiedler Jakob Moch | Frankrijk Agathe Margreither Gaspard Cottaz Annette Coupat Quentin Lespine | Zwitserland Leandra Schöpfer Nolan Gertsch Ilaria Gruber Maximilian Wanger |  |  |  |

#### Noordse combinatie
| Individueel (NH/6 km) (m)        | Andreas Gfrerer                                                     | Manuel Senoner                                                    | Jonathan Gräbert                                                 |  |  |  |
|                                  |                                                                     |                                                                   |                                                                  |  |  |  |
| Individueel (NH/4 km) (v)        | Minja Korhonen                                                      | Teja Pavec                                                        | Tia Malovrh                                                      |  |  |  |
|                                  |                                                                     |                                                                   |                                                                  |  |  |  |
| Gemengdteam (NH/4x 3,3 km) (m/v) | Finland Eemeli Kurttila Heta Hirvonen Minja Korhonen Peter Räisänen | Slovenië Aljaž Janhar Tia Malovrh Teja Pavec Lovro Percl Seručnik | Italië Bryan Venturini Giada Delugan Anna Senoner Manuel Senoner |  |  |  |

#### Schansspringen
| Individueel (NH) (m)   | Ilya Mizernykh                                              | Niki Humml                                                                             | Łukasz Łukaszczyk                                              |  |  |  |
|                        |                                                             |                                                                                        |                                                                |  |  |  |
| Individueel (NH) (v)   | Taja Bodlaj                                                 | Josie Johnson                                                                          | Ingvild Synnøve Midtskogen                                     |  |  |  |
|                        |                                                             |                                                                                        |                                                                |  |  |  |
| Gemengdteam (NH) (m/v) | Slovenië Ajda Košnjek Urban Šimnic Taja Bodlaj Enej Faletič | Noorwegen Kjersti Græsli Oddvar Gunnerød Ingvild Synnøve Midtskogen Mats Strandbraaten | Oostenrijk Sara Pokorny Niki Humml Meghann Wadsak Lukas Haagen |  |  |  |

#### Snowboarden
| Big air (m)                       | Eli Bouchard                      | Oliver Martin                                      | Campbell Melville Ives                |  |  |  |
| Halfpipe (m)                      | Lee Chae-un                       | Alessandro Barbieri                                | Ryusei Yamada                         |  |  |  |
| Slopestyle (m)                    | Lee Chae-un                       | Eli Bouchard                                       | Romain Allemand                       |  |  |  |
| Snowboardcross (m)                | Jonas Chollet                     | Anthony Shelly                                     | Zion Bethônico                        |  |  |  |
|                                   |                                   |                                                    |                                       |  |  |  |
| Big air (v)                       | Yura Murase                       | Rebecca Flynn                                      | Lucia Georgalli                       |  |  |  |
| Halfpipe (v)                      | Rise Kudo                         | Sara Shimizu                                       | Lura Wick                             |  |  |  |
| Slopestyle (v)                    | Hanna Karrer                      | Lucia Georgalli                                    | Vanessa Volopichová                   |  |  |  |
| Snowboardcross (v)                | Noémie Wiedmer                    | Maja-Li Iafrate Danielsson                         | Léa Casta                             |  |  |  |
|                                   |                                   |                                                    |                                       |  |  |  |
| Snowboardcross, gemengdteam (m/v) | Frankrijk Jonas Chollet Léa Casta | Frankrijk Benjamin Niel Maja-Li Iafrate Danielsson | Australië William Martin Abbey Wilson |  |  |  |

### Sleesporten

#### Bobsleeën
| Monobob (m) | So Jae-hwan | Jonathan Lourimi | Chi Xiangyu   |  |  |  |
|             |             |                  |               |  |  |  |
| Monobob (v) | Maja Voigt  | Agnese Campeol   | Mihaela Anton |  |  |  |

#### Skeleton
| Jongens | Emīls Indriksons | Yaroslav Lavreniuk | Shin Yeon-su |  |  |  |
|         |                  |                    |              |  |  |  |
| Meisjes | Maria Votz       | Dārta Neimane      | Laura Lēģere |  |  |  |

## Deelname

### België
| Sport        | Deelnemer      | Onderdeel        | Resultaat | Prestatie                                   |
| ------------ | -------------- | ---------------- | --------- | ------------------------------------------- |
| Alpine skiën | Christos Bouas | Reuzenslalom (m) | 30e       |                                             |
| Alpine skiën | Christos Bouas | Slalom (m)       | 15e       |                                             |
| Shorttrack   | Lowie Dekens   | 500 m (m)        | series    | serie 7: 4e                                 |
| Shorttrack   | Lowie Dekens   | 1000 m (m)       | series    | serie 5: 4e                                 |
| Shorttrack   | Lowie Dekens   | 1500 m (m)       | HF        | kwalificatie serie 6: 4e halve finale 2: 5e |

### Nederland
| Sport     | Deelnemer | Onderdeel              | Resultaat | Prestatie                                                                                               |
| --------- | --- | ---------------------- | --------- | --- |
| IJshockey | Eva Bout Janna Breek Daylin den Hartog Ruth Eldering Noa Frank Lara Kluytmans Livvy Lammers Vera Luitwieler Evy Stollenberg Beer van Oosterhout Harper Winkler Luka Treffers Felien van der Sluis | 3x3 (v)                | 8e        | Groepsfase: 1-6 Australië 2-9 Mexico 2-11 Turkije 0-17 China 0-33 Hongarije 0-27 Italië 0-16 Zuid-Korea |
| Rodelen   | Mees van Buren | Enkel (m)              | 22e       | na run 1: 22e na run 2: 22e                                                                             |
| Schaatsen | Geophrey Coenraad | 500 m (m)              | 6e        | 37,29                                                                                                   |
| Schaatsen | Geophrey Coenraad | 1500 m (m)             | 12e       | 1.56,40                                                                                                 |
| Schaatsen | Geophrey Coenraad | Massastart (m)         | 13e       | halve finale 1: 3e finale: 13e                                                                          |
| Schaatsen | Sem Spruit | 500 m (m)              | 31e       | 1.12,23                                                                                                 |
| Schaatsen | Sem Spruit | 1500 m (m)             | 7e        | 1.54,89                                                                                                 |
| Schaatsen | Sem Spruit | Massastart (m)         | 6e        | halve finale 2: 13e (advance) finale: 6e                                                                |
| Schaatsen | Angel Daleman | 500 m (v)              | Goud      | 39,28                                                                                                   |
| Schaatsen | Angel Daleman | 1500 m (v)             | Goud      | 2.02,90                                                                                                 |
| Schaatsen | Angel Daleman | Massastart (v)         | Goud      | halve finale 1: 1e finale: 1e                                                                           |
| Schaatsen | Jasmijn Veenhuis | 500 m (v)              | 12e       | 41,49                                                                                                   |
| Schaatsen | Jasmijn Veenhuis | 1500 m (v)             | 8e        | 2.07,33                                                                                                 |
| Schaatsen | Jasmijn Veenhuis | Massastart (v)         | Zilver    | halve finale 2: 1e finale: 2e                                                                           |
| Schaatsen | Sem Spruit Angel Daleman | Mix relay (m/v)        | Brons     | halve finale: 1e (3.07,64) finale: 3e (3.12,10)                                                         |
| Shorttack | Nick Endeveld | 500 m (m)              | series    | serie 8: 3e                                                                                             |
| Shorttack | Nick Endeveld | 1000 m (m)             | KF        | serie 3: 2e kwartfinale 1: 5e                                                                           |
| Shorttack | Nick Endeveld | 1500 m (m)             | KF        | kwartfinale 3: 5e                                                                                       |
| Shorttack | Jonas de Jong | 500 m (m)              | series    | serie 5: 4e                                                                                             |
| Shorttack | Jonas de Jong | 1000 m (m)             | series    | serie 4: 3e                                                                                             |
| Shorttack | Jonas de Jong | 1500 m (m)             | KF        | kwartfinale 4: 4e                                                                                       |
| Shorttack | Angel Daleman | 500 m (v)              | B-finale  | serie 3: 1e kwartfinale 3: 1e halve finale 2: 5e B-finale: DNS                                          |
| Shorttack | Angel Daleman | 1000 m (v)             | A-finale  | serie 3: 1e kwartfinale 3: 2e halve finale 1: 5e (advance) A-finale: penalty                            |
| Shorttack | Angel Daleman | 1500 m (v)             | B-finale  | kwartfinale 3: 2e halve finale 3: 3e B-finale: 7e                                                       |
| Shorttack | Birgit Radt | 500 m (v)              | KF        | serie 7: 2e kwartfinale 4: 4e                                                                           |
| Shorttack | Birgit Radt | 1000 m (v)             | series    | serie 1: 3e                                                                                             |
| Shorttack | Birgit Radt | 1500 m (v)             | KF        | kwartfinale 2: penalty                                                                                  |
| Shorttack | Nick Endeveld Jonas de Jong Angel Daleman Birgit Radt | Mixed team relay (m/v) | 6e        | halve finale 1: 3e B-finale: 2e                                                                         |
| Skeleton  | Sander de Haan | Jongens (m)            | 9e        | na run1: 9e na run 2: 9e                                                                                |
| Skeleton  | Felix de Wit | Jongens (m)            | 11e       | na run1: 14e na run 2: 11e                                                                              |
| Skeleton  | Florijn de Haas | Meisjes (v)            | 17e       | na run1: 16e na run 2: 17e                                                                              |
| Snowboard | Guusje de Booy | Snowboardcross (v)     | series    | serie 1 (run 1): 3e serie 7 (run 2): 1e serie 11 (run 3): 2e serie 15 (run 4): 2e serie 19 (run 5): 1e  |
| Snowboard | Katja Dutu | Big air (v)            | 7e        | kwalificatie: 8e (74.50/70.00) finale: 7e, 144.25 (75.75/20.00/68.50)                                   |
| Snowboard | Katja Dutu | Slopestyle (v)         | 6e        | kwalificatie: 8e (60.50/54.25) finale: 6e (75.25/19.00)                                                 |
| Snowboard | Sam van Lieshout | Big air (v)            | 12e       | kwalificatie: 12e (15.75/61.75)                                                                         |
| Snowboard | Sam van Lieshout | Slopestyle (v)         | 7e        | kwalificatie: 10e (46.25/30.25) finale: 7e (71.25/41.25)                                                |